# Иота (город, Миннесота)
Иота (англ. Eyota) — город в округе Олмстед, штат Миннесота, США. На площади 4 км² (4 км² — суша, водоёмов нет), согласно переписи 2002 года, проживают 1644 человека. Плотность населения составляет 408,7 чел./км².
- Телефонный код города — 507
- Почтовый индекс — 55934
- FIPS-код города — 27-20114[1]
- GNIS-идентификатор — 0643483[2]